# وارن بيتي
هنري وارن بيتي (بالإنجليزية: Warren Beatty)‏ (من مواليد 30 مارس، 1937) هو ممثل وصانع أفلام أمريكي. رُشّح لأربع عشرة جائزة أوسكار -أربع منها لأفضل ممثل، وأربع لأفضل فيلم، واثنتان لأفضل مخرج، وثلاث لأفضل سيناريو أصلي، وواحدة لأفضل سيناريو مقتبس- وربح الأوسكار لأفضل مخرج عن فيلم ريدز (1981). بيتي هو الشخص الوحيد الذي حصل على ترشيحات لتمثيله في فيلم، وإخراجه، وكتابته، وإنتاجه، وقد حقق ذلك مرتين: المرة الأولى في فيلم هيفن كان ويت (السماء بإمكانها الانتظار) (مع باك هنري كمخرج مشارك)، والمرة الثانية في فيلم ريدز.
حصلت ثمانيةٌ من الأفلام التي أنتجها على 53 ترشيحًا لجوائز الأوسكار، وفي عام 1999، حصل على أعلى تكريم من الأكاديمية، وهو جائزة إيرفينغ جي ثالبرغ التذكارية. رُشّح بيتي لثماني عشرة جائزة غولدن غلوب، وربح ستًا منها، من ضمنها جائزة سيسيل بي دوميل الفخرية التي قُدّمت له عام 2007. ومن أفلامه المرشحة لجائزة الغولدن غلوب: سبليندور إن ذا غراس (روعة بين العشب) (1961) الذي ظهر فيه لأول مرة على الشاشة، وبوني آند كلايد (بوني وكلايد) (1967)، وشامبو (1975)، وهيفن كان ويت (السماء بإمكانها الانتظار) (1978)، وريدز (1981)، وديك تريسي (1990)، وبجزي (1991)، وبول وورث (1998)، ورولز دونت أبلاي (القواعد لا تنطبق) (2016)، والتي أنتجها جميعها أيضًا.
وصف المخرج «آرثر بن» وأحد المتعاونين مع بيتي الأخير بأنه «المنتج المثالي»، مضيفًا: «إنه يجعل الجميع يطالبون أنفسهم بأفضل ما لديهم. يبقى وارن بصورة محددة خلال أعمال المونتاج والتجميع والتسجيل. إنه يعمل بشكل واضح بجدٍ أكثر من أي شخص سبق أن رأيته».

## بداية حياته
وُلد هنري وارن بيتي في 30 مارس عام 1937، في ريتشموند، فرجينيا. كانت والدته كاثلين كورين (واسم عائلتها قبل الزواج ماكلين)، معلمة من نوفا سكوشا. كان والده، آيرا أوينز بيتي، حاصلًا على درجة الدكتوراه في علم النفس التربوي ويعمل كمدرس ومدير مدرسة، بالإضافة إلى التعامل في العقارات. كان أجداد بيتي مدرّسين أيضًا. كانت العائلة تنتمي إلى الكنيسة المعمدانية. بينما كان وارن بيتي ما يزال طفلًا، نقل آيرا بيتي عائلته من ريتشموند إلى نورفوك ثم إلى أرلينغتون وويفرلي، ثم عاد إلى أرلينغتون، ليعمل في النهاية في مدرسة توماس جيفرسون الثانوية للناشئين في أرلينغتون في عام 1945. خلال خمسينيات القرن العشرين استقرت الأسرة في منطقة دومينيون هيلز في أرلينغتون. شقيقة بيتي الأكبر هي الممثلة والراقصة والكاتبة شيرلي ماكلين. كان زوج خالته، هو السياسي الكندي أ. أ. ماكليود.
أصبح بيتي مهتمًا بالأفلام قبل أن يصبح مراهقًا، إذ كان يرافق شقيقته إلى المسارح. أحد الأفلام التي كان لها تأثير مبكر مهم عليه هو ذا فيلادلفيا ستوري ( قصة فيلادلفيا) (1940)، والذي شاهده عندما أُعيد إصداره في الخمسينيات. لاحظ تشابهًا قويًا بين بطلة الفيلم، كاثرين هيبورن ووالدته، من حيث كل من المظهر والشخصية، قائلًا إنهما يرمزان إلى «الاستقامة الدائمة». كان الفيلم الآخر الذي أثر عليه هو فيلم لوف أفير (علاقة حب) (1939)، الذي أدى دور البطولة فيه «تشارلز بوير»؛ واحدٌ من ممثليه المفضلين. وجد هذا الفيلم «مؤثرًا بشكل عميق»، ويقول عنه «هذا فيلمٌ كنت دائمًا أرغب في صنعه». وفعلًا أعاد صنع فيلم لوف أفير عام 1994، إذ لعب دور البطولة إلى جانب أنيت بينينغ وكاثرين هيبورن.
كان تيكساكو ستار ثيتر أحد برامجه التلفزيونية المفضلة في خمسينيات القرن العشرين، وكان بيتي يقلد أحد المضيفين الكوميديين المنتظمين في البرنامج، ألا وهو ميلتون بيرل. قال أحد أصدقائه عن ذلك بأن بيتي قد تعلّم بأن يقوم «بتقليد رائع لبيرل ومشاهده الكوميدية»، وكثيرًا ما كان يلقي الدعابات في منزله والتي كانت مبنيةً على الحس الفكاهي الخاص ببيرل. ومن ذكريات أخته شيرلي ماكلين الدائمة عن أخيها هي رؤيته وهو يقرأ كتب يوجين أونيل أو يغني مع تسجيلات آل جولسون. في فيلم رولز دونت أبلاي (القواعد لا تنطبق) (2016)، يلعب بيتي دور هوارد هيوز، الذي يظهر وهو يتحدث عن آل جولسون ويغني أغنياته أثناء قيادة طائرته.
علّقت ماكلين -على ما جعل شقيقها يريد أن يصبح صانع أفلام، وأحيانًا، كاتبًا ومنتجًا ومخرجًا وممثلًا في أفلامه: «لهذا السبب يشعر براحة أكثر عنما يكون وراء الكاميرا ... فهو يكون في  مشهد التحكم الكامل، إنه يشعر بأن عليه أن يكون مسيطرًا على كل شيء». لا ينكر بيتي هذه الحاجة لديه؛ فقد قال في حديثه عن أدواره الأولى: «عندما كنت أمثل في أفلام اعتدت أن أتقدم بمقترحات حول السيناريو والإضاءة وخزانة الملابس، وكان من عادة الأشخاص أن يقولوا لي: «ما الأمر، أتريد أن تتولى إنتاج الفيلم أيضًا؟، وكنت أقول نعم أفترض أنني أريد ذلك».

### التعليم
كان بيتي نجمًا في كرة القدم في مدرسة واشنطن لي الثانوية في أرلينغتون. تشجع على الدخول في التمثيل بعد نجاح شقيقته التي كانت قد أسست نفسها مؤخرًا كنجمة هوليوودية، فقرر أن يعمل كمساعد في المسرح الوطني بواشنطن خلال الصيف السابق لسنة تخرجه من الثانوية. بعد التخرج، قيل إنه حصل على عشر منح دراسية لكرة القدم في الكليّات الجامعية، لكنه رفضها جميعها ليتجه إلى دراسة الفنون الحرة في جامعة نورث وسترن (1955-1954)، حيث انضم إلى أخوية سيغما تشاي. بعد عامه الأول، ترك الكلية وانتقل إلى مدينة نيويورك، حيث درس التمثيل على يد ستيلا أدلر في ستوديو ستيلا أدلر للتمثيل.

### الخدمة العسكرية
التحق بيتي بالحرس الوطني الجوي في كاليفورنيا في 11 فبراير 1960 تحت اسمه الأصلي هنري دبليو بيتي. في 1 يناير 1961، حصل على تسريح غير مشرّف من الحرس الوطني الجوي والقوات الجوية الاحتياطية للولايات المتحدة. الأمر الذي جعله غير مؤهل للتجنيد أو لأي خدمة عسكرية.[بحاجة لمصدر]

## وصلات خارجية
- وارن بيتي على موقع IMDb (الإنجليزية)
- وارن بيتي على موقع الموسوعة البريطانية (الإنجليزية)
- وارن بيتي على موقع روتن توميتوز (الإنجليزية)
- وارن بيتي على موقع مونزينجر (الألمانية)
- وارن بيتي على موقع ألو سيني (الفرنسية)
- وارن بيتي على موقع ميوزك برينز (الإنجليزية)
- وارن بيتي على موقع تيرنر كلاسيك موفيز (الإنجليزية)
- وارن بيتي على موقع تيرنر كلاسيك موفيز (الإنجليزية)
- وارن بيتي على موقع أول موفي (الإنجليزية)
- وارن بيتي على موقع بوكس أوفيس موجو (الإنجليزية)
- The Carolyn Jackson Collection, no. 13 – Interview with Warren Beatty, from the Texas Archive of the Moving Image
- AFI Tribute to Warren Beatty, 2008 على يوتيوب, with Elaine May speaking